# The Dresden Files (serie televisiva)
The Dresden Files è una serie televisiva statunitense tratta dall'omonima serie di romanzi di Jim Butcher The Dresden Files. È costituita da un'unica stagione di 12 episodi, andati in onda negli Stati Uniti nel 2007.

## Trama
Il protagonista della serie è Dresden, l'unico mago professionista nella moderna Chicago. Acquisisce le sue abilità magiche dalla madre, la strega Le Fay. Nel mondo di The Dresden Files, la magia è reale, insieme con i vampiri, i demoni, le pozioni, gli spiriti e altro ancora. Il lavoro di Harry Dresden è quello di proteggere chi non crede nella magia dalla grande schiera di forze oscure che regolarmente cospirano contro di loro. Certo il lavoro non è molto, visto che la gente moderna non crede al soprannaturale, ma fortunatamente il reparto di investigazione speciale di Chicago, guidato dalla luogotenente Karrin Murphy, impiega regolarmente Dresden per contribuire alla soluzione dei casi di natura soprannaturale.

## Episodi
La serie è composta di un'unica stagione di 12 episodi trasmessa in Italia da Fox.
| Stagione       | Episodi | Prima TV originale | Prima TV Italia |
| -------------- | ------- | ------------------ | --------------- |
| Prima stagione | 12      | 2007               | 2008            |